# Histoire du Nouveau-Mexique pendant la Seconde Guerre mondiale

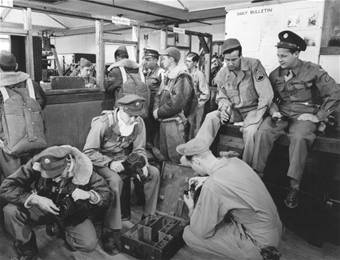
Des hommes enrôlés équipant des caméras avant de monter à bord d'un Beechcraft AT-11 lors d'une mission de repérage de bombes à l'école de pilotage de l'armée de Roswell.

L'Histoire du Nouveau-Mexique pendant la Seconde Guerre mondiale est une période de changements dramatiques. Après l'entrée des États-Unis dans la Seconde Guerre mondiale en 1941, le Nouveau-Mexique devient un centre de développement d'armes nucléaires et une base importante pour l'armée américaine. La population de l'État augmenta considérablement à la fois pendant la guerre et dans les décennies suivantes, une période connue sous le nom de « Boom Years » dans l'histoire du Nouveau-Mexique. En 1940, le Nouveau-Mexique est peuplé de 530 000 personnes, ce nombre passe à plus de 950 000 en 1960. Le développement de la technologie militaire moderne créé également une relation unique entre le Nouveau-Mexique, le gouvernement fédéral et la communauté scientifique, qui existe encore aujourd'hui,,.

## Histoire

### Personnel militaire
La Seconde Guerre mondiale dura près de quatre ans pour les États-Unis. Pendant cette période, 49 579 hommes néo-mexicains se sont portés volontaires ou ont été enrôlés dans le service militaire. Le Nouveau-Mexique détient à la fois le taux de volontaires et le taux de victimes le plus élevé des quarante-huit États ayant participé à la guerre.
Les soldats du Nouveau-Mexique sont parmi les premiers Américains à prendre part au combat pendant la guerre. Des centaines de soldats de la 200e artillerie côtière de la Garde nationale du Nouveau-Mexique se trouvent aux Philippines avec les canons anti-aériens à Clark Field et à Fort Stotsenburg lorsque la zone est bombardée par l'aviation japonaise dix heures seulement après l'attaque de Pearl Harbor, à Hawaï. Après le lancement de l'offensive principale japonaise pour conquérir les Philippines, le 200e Coast Artillery et le 515e Coast Artillery du Nouveau-Mexique couvrent le retrait des forces philippines et américaines lors de la bataille de Bataan, qui s'achève le 9 avril 1942. Les Néo-Mexicains participent ensuite à la marche de la mort de Bataan, au cours de laquelle des milliers de prisonniers de guerre alliés sont tués lors d'une marche forcée du champ de bataille aux camps de Balanga, où ils sont détenus jusqu'à la fin de la guerre. Sur les 1 800 soldats néo-mexicains servant aux Philippines, seuls 800 sont rentrés chez eux.
Bon nombre des célèbres locuteurs de code Navajo venaient du Nouveau-Mexique. Ayant besoin d'un moyen de protéger les communications des écoutes indiscrètes japonaises, le Corps des Marines lève plusieurs groupes de radios navajos pouvant utiliser leur langue maternelle comme code sur le champ de bataille. Le premier groupe, composé de vingt-neuf hommes, est recruté par Philip Johnston, un vétéran de la Première Guerre mondiale qui parlait couramment la langue Navajo. Johnston et les « vingt-neuf originaux », comme dénommés, sont crédités du développement du code, cependant, il est modifié et amélioré par d'autres au fur et à mesure de la progression de la guerre. Au moins 540 Navajos ont servi dans le Corps des Marines pendant la Seconde Guerre mondiale, dont environ 400 formés comme locuteurs de code. Comme beaucoup d'entre eux n'avaient pas d'acte de naissance, il était impossible de vérifier l'âge de certaines recrues. Durant la guerre, certains garçons de quinze ans avaient été enrôlés. Les locuteurs de code Navajo ont combattu dans toutes les grandes campagnes du théâtre du Pacifique entre 1942 et 1945 ; de Guadalcanal à Okinawa. Ils ont sauvé d'innombrables vies grâce à leurs simples transmissions et ont également contribué à hâter la fin de la guerre. Leur code n'a jamais été rompu et a continué à être utilisé par les forces américaines pendant la guerre de Corée et au début de la guerre du Vietnam,,,,.

### Installations militaires

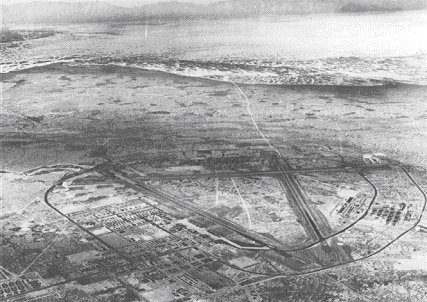
Aérodrome militaire d'Alamogordo en 1944.

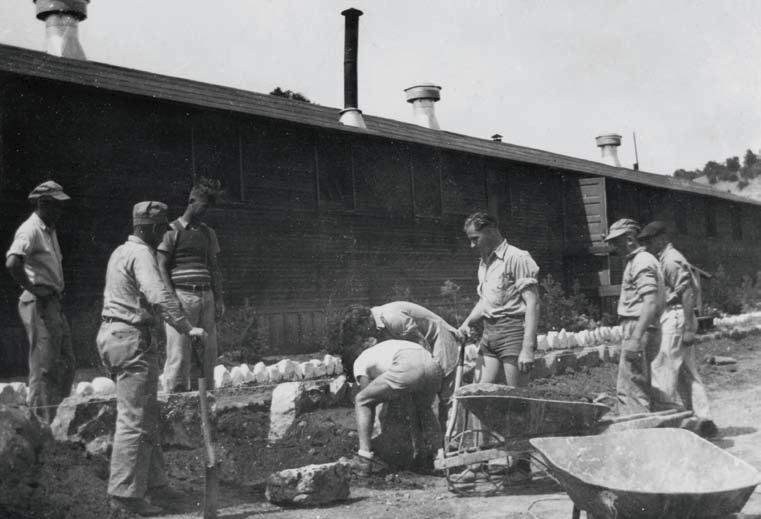
Internés allemands travaillant dans leur jardin à Fort Stanton.

Plusieurs installations militaires sont construites au Nouveau-Mexique juste après le début de la guerre, notamment des bases aériennes, des camps de prisonniers de guerre et des camps d'internement. Parmi les nouvelles bases les plus importantes se trouve Kirtland Field, à Albuquerque. Kirtland était à l'origine une école de pilotage avancée pour les pilotes de l'Air Corps, mais est convertie en une base majeure peu de temps après l'attaque de Pearl Harbor. En 1945, 1 750 membres d'équipage de B-24 y avaient été formés, ainsi que des pilotes de B-29, d'AT-11, de planeur, des mécaniciens d'aviation, des navigateurs et autres. En mai 1942, l'armée construit la station d'entraînement du dépôt aérien d'Albuquerque juste à l'est de Kirtland pour se spécialiser dans la formation à l'entretien, à la réparation et à la maintenance des aéronefs. Il est cependant transformé en base aérienne peu de temps après et utilisé comme station de convalescence pour les soldats blessés revenant du champ de bataille. En 1945, l'installation est rebaptisée Sandia Army Airfield et fusionna finalement avec Kirtland. D'autres bases importantes sont situées à Clovis, Alamogordo et Roswell, ainsi que des aérodromes temporaires en temps de guerre à Hobbs, Deming, Fort Sumner et le White Sands Proving Ground.
Les camps de prisonniers de guerre et d'internement au Nouveau-Mexique sont parmi les plus importants aux États-Unis pendant la Seconde Guerre mondiale. La plupart des prisonniers sont des Allemands capturés lors de la campagne d'Afrique du Nord, bien qu'il y ait aussi des soldats italiens. Le camp Roswell, situé à côté de l'aérodrome militaire de Walker, abrite 4 800 Allemands et Italiens. Le camp de Lordsburg, situé près de la ville de Lordsburg, compte également des Allemands et des Italiens, ainsi que quelque 600 internés japonais. 1 900 autres internés japonais sont hébergés au camp de Santa Fe, situé près de la capitale du même nom,,.
La vie dans les camps est pour la plupart paisible et sans intérêt, cependant, un incident en 1942 implique la mort par balle de deux internés japonais au camp Lordsburg, et une « petite émeute » au camp Santa Fe en 1945. Il y a également eu au moins une tentative d'évasion notable. Quatre marins capturés à bord du SS Columbus en 1939, s'échappent du camp d'internement allemand de Fort Stanton dans la nuit du 1er novembre 1942. Se dirigeant vers le sud en direction de la frontière avec le Mexique, les Allemands ne parcourent que quatorze milles avant d'être repris par une bande de locaux après une brève fusillade à l'intérieur de la forêt nationale de Lincoln,,.
| Installations militaires                      | Total |
| --------------------------------------------- | ----- |
| Principales bases aériennes                   | 8     |
| Bases de dispersion                           | 5     |
| Champs de tir de bombardement et d'artillerie | 13    |
| Hôpitaux de l'armée                           | 4     |
| Camps                                         | 2     |
| Cimetières nationaux                          | 3     |
| Camps de prisonniers de guerre                | 3     |
| Camps de prisonniers de guerre                | 19    |
| Armureries de la Garde nationale              | 11    |
| Collèges et universités                       | 7     |
| Lieux militaires spécialisés                  | 7     |

### Technologie militaire

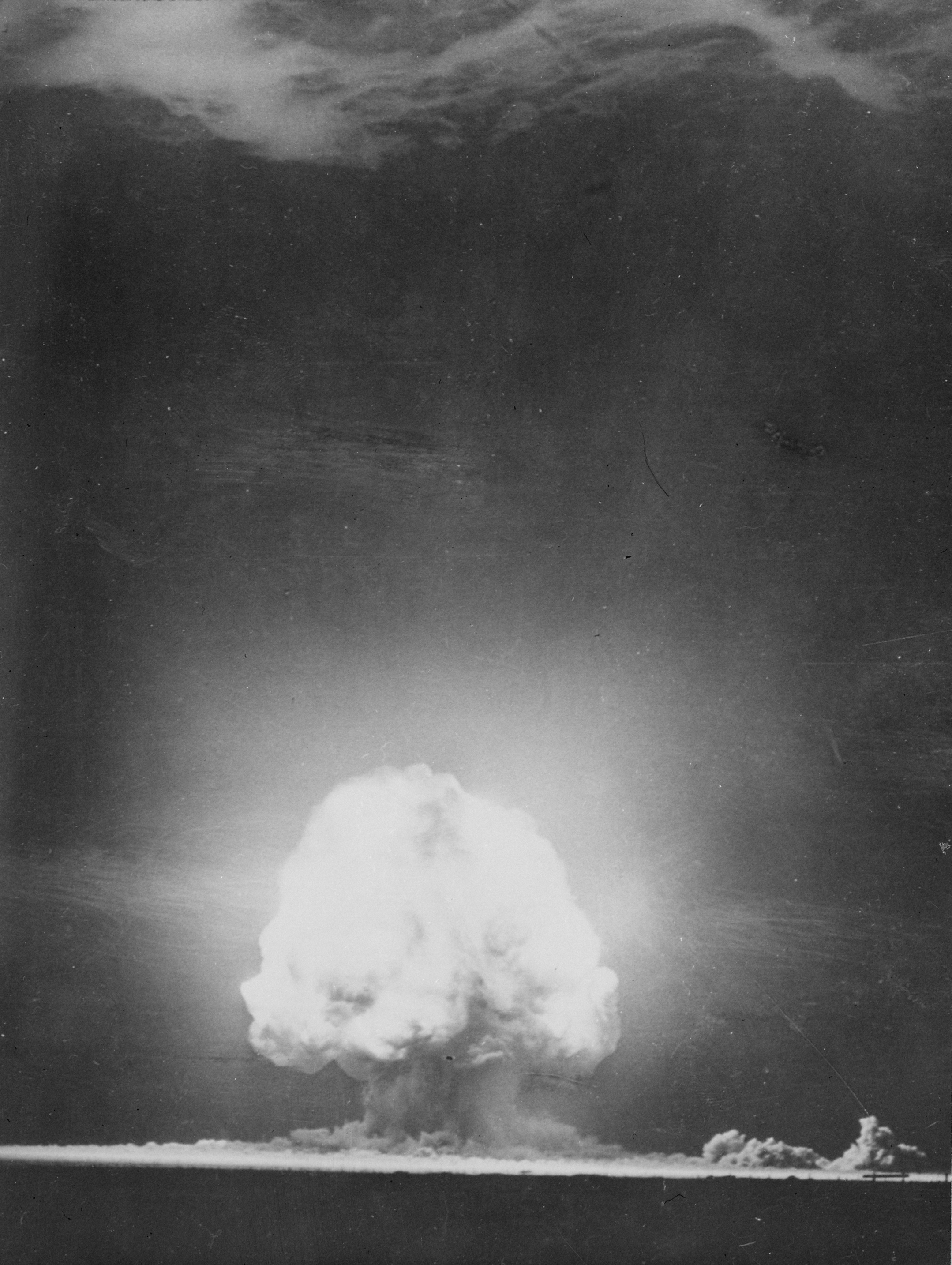
L'explosion de Trinity, qui a eu lieu au Nouveau-Mexique sur ce qui est maintenant le White Sands Proving Ground le 16 juillet 1945, a marqué le début de l'âge atomique.

Le Nouveau-Mexique est devenu un centre pour l'avancement de la technologie militaire top secrète pendant la guerre. Deux percées technologiques très importantes se sont produites dans l'État, ainsi qu'un incident comique, mais intéressant, impliquant l'utilisation de chauves-souris mexicaines à queue libre comme arme. L'incident de la bombe à chauve-souris, comme on l'appelle, s'est produit en 1943 et résulte d'un projet du Dr Lytle S. Adams visant à attacher de minuscules engins explosifs aux chauves-souris afin de les utiliser comme type de bombe contre les villes japonaises. Lors d'un test de ce type à l'aérodrome de l'armée de Carlsbad, certaines des chauves-souris se sont accidentellement échappées et se sont perchées sous un camion-citerne. Les explosions en résultant « ont incinéré le champ d'essai » et mis le feu à certains bâtiments, mais apparemment ces incidents ne provoquèrent aucun blessé,.
La mèche de proximité était un type de mèche attaché aux obus d'artillerie, les faisant exploser à proximité d'une cible, plutôt qu'à l'impact. Des tests sur les obus antiaériens à fusion de proximité sont effectués à partir de Kirtland Field dès 1943. Sur une certaine mesa désertique à proximité, l'armée a suspendu des avions avec « les plus hautes tours en bois du monde » pour leur tirer des obus. Les fusées s’avéreront être un succès majeur non seulement dans le théâtre du Pacifique, utilisées avec un effet dévastateur contre les avions japonais, mais également dans les Ardennes pendant le siège de Bastogne.
Le plus important de tous les programmes d'armes secrètes au Nouveau-Mexique est le projet Manhattan, nom de code des expériences nucléaires se déroulant aux États-Unis, au Canada et en Grande-Bretagne. Tout débute en 1942 après que le physicien J. Robert Oppenheimer ait réuni « la plus grande concentration de ressources scientifiques et de cerveaux de l'histoire » pour construire la première bombe atomique au monde. Pour ce faire, le gouvernement fit construire par l'armée le laboratoire national géant de Los Alamos à vingt miles au nord-ouest de Santa Fe en 1943, puis boucla toute la zone pour la garder secrète. À la fin de la guerre en 1945, quelque 5 000 personnes vivaient à Los Alamos, ce qui conduisit à la fondation de la ville actuelle,,.

## Pertes
Armée et forces aériennes,
| Comté              | Tué au combat | Mort de blessures | Mort de maladie | Décès non liés aux combats | Mort inconnue | Porté disparu | Total |
| ------------------ | ------------- | ----------------- | --------------- | -------------------------- | ------------- | ------------- | ----- |
| Bernalillo         | 160           | 12                | 1               | 163                        | 17            | 1             | 354   |
| Catron             | 6             | 2                 |                 | 4                          |               | 2             | 14    |
| Chaves             | 58            | 4                 |                 | 23                         | 7             | 1             | 93    |
| Colfax             | 27            | 4                 |                 | 25                         | 5             |               | 61    |
| Curry              | 29            | 5                 |                 | 43                         | 5             | 2             | 84    |
| De Baca            | 7             | 3                 |                 | 7                          | 1             |               | 18    |
| Doña Ana           | 53            | 3                 | 1               | 28                         | 12            | 1             | 98    |
| Eddy               | 54            | 6                 |                 | 53                         | 3             |               | 116   |
| Grant              | 55            | 5                 |                 | 43                         | 3             | 2             | 108   |
| Guadalupe          | 15            | 4                 |                 | 10                         |               |               | 29    |
| Harding            | 8             | 2                 |                 | 3                          |               |               | 13    |
| Hidalgo            | 9             | 1                 |                 | 4                          |               |               | 14    |
| Lea                | 27            | 5                 |                 | 29                         | 4             |               | 65    |
| Lincoln            | 21            |                   |                 | 12                         | 1             |               | 34    |
| Luna               | 26            | 4                 | 1               | 21                         | 5             | 1             | 58    |
| McKinley           | 51            | 6                 |                 | 41                         | 5             |               | 103   |
| Mora               | 29            | 3                 |                 | 9                          |               |               | 41    |
| Otero              | 19            | 1                 |                 | 15                         | 2             |               | 37    |
| Quay               | 12            | 4                 |                 | 7                          | 1             |               | 24    |
| Rio Arriba         | 32            | 1                 |                 | 20                         | 7             |               | 60    |
| Roosevelt          | 22            | 3                 |                 | 17                         | 3             |               | 45    |
| Sandoval           | 21            | 4                 |                 | 15                         |               | 1             | 41    |
| San Juan           | 22            | 6                 |                 | 14                         | 3             |               | 45    |
| San Miguel         | 42            | 5                 |                 | 22                         | 2             |               | 71    |
| Santa Fe           | 59            | 6                 |                 | 47                         | 5             |               | 117   |
| Sierra             | 14            | 1                 |                 | 7                          | 3             |               | 25    |
| Socorro            | 23            | 4                 |                 | 9                          |               |               | 36    |
| Taos               | 36            | 6                 |                 | 26                         | 1             |               | 69    |
| Torrance           | 17            | 4                 |                 | 10                         | 2             |               | 33    |
| Union              | 16            | 1                 |                 | 10                         | 4             |               | 31    |
| Valencia           | 46            | 5                 |                 | 31                         |               |               | 82    |
| État au sens large | 7             |                   |                 | 3                          | 2             | 1             | 13    |
| Total              | 1 023         | 120               | 3               | 771                        | 105           | 10            | 2 032 |

Marine, Corps des Marines et Garde-côtes
| Type                              | Total |
| --------------------------------- | ----- |
| Tué au combat                     | 219   |
| Tué dans les camps de prisonniers | 5     |
| Porté disparu                     | 7     |
| Blessé au combat                  | 330   |
| Libéré des camps de prisonniers   | 19    |
| Total                             | 580   |

## Galerie de photos

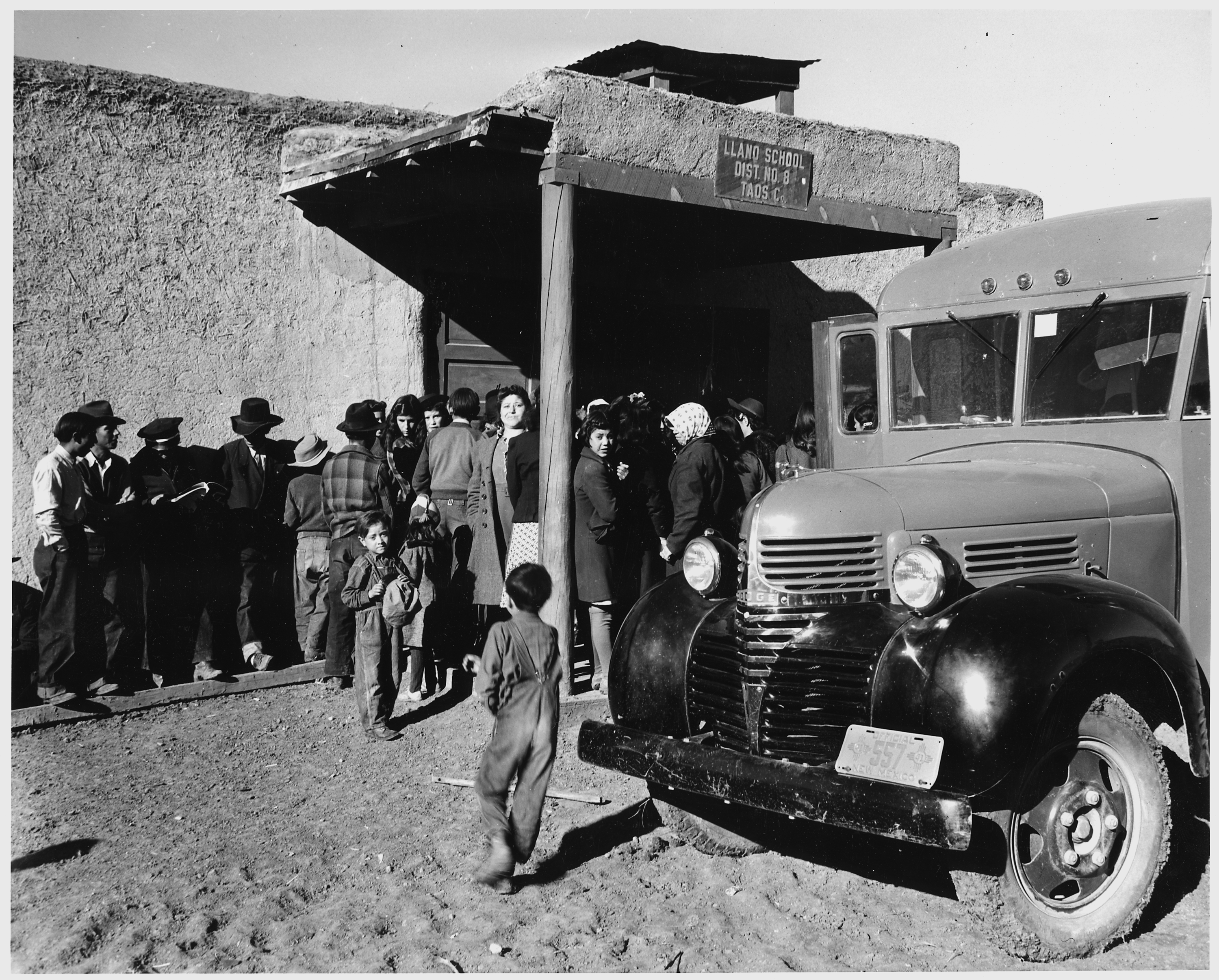
Projet Bookmobile visitant l'école de Llano San Juan pour livrer des ouvrages, montrer des films éducatifs et vendre des timbres, en décembre 1941.
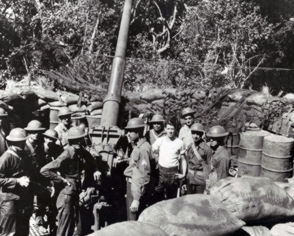
Membres de la 200e artillerie côtière pendant la campagne des Philippines en 1942.
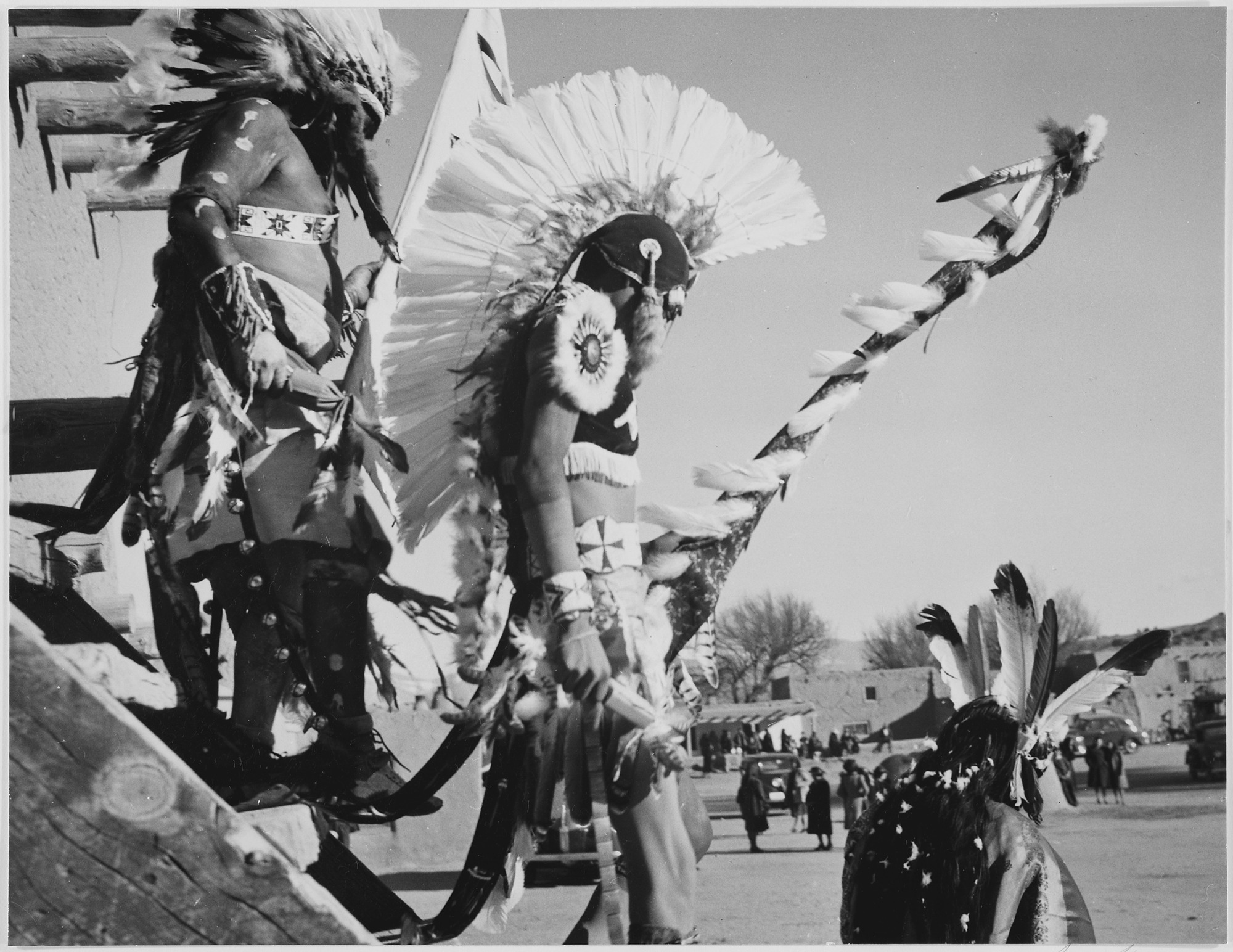
Trois Pueblos observant les touristes à Pueblo San Ildefonso. Photographie prise par Ansel Adams en 1942.
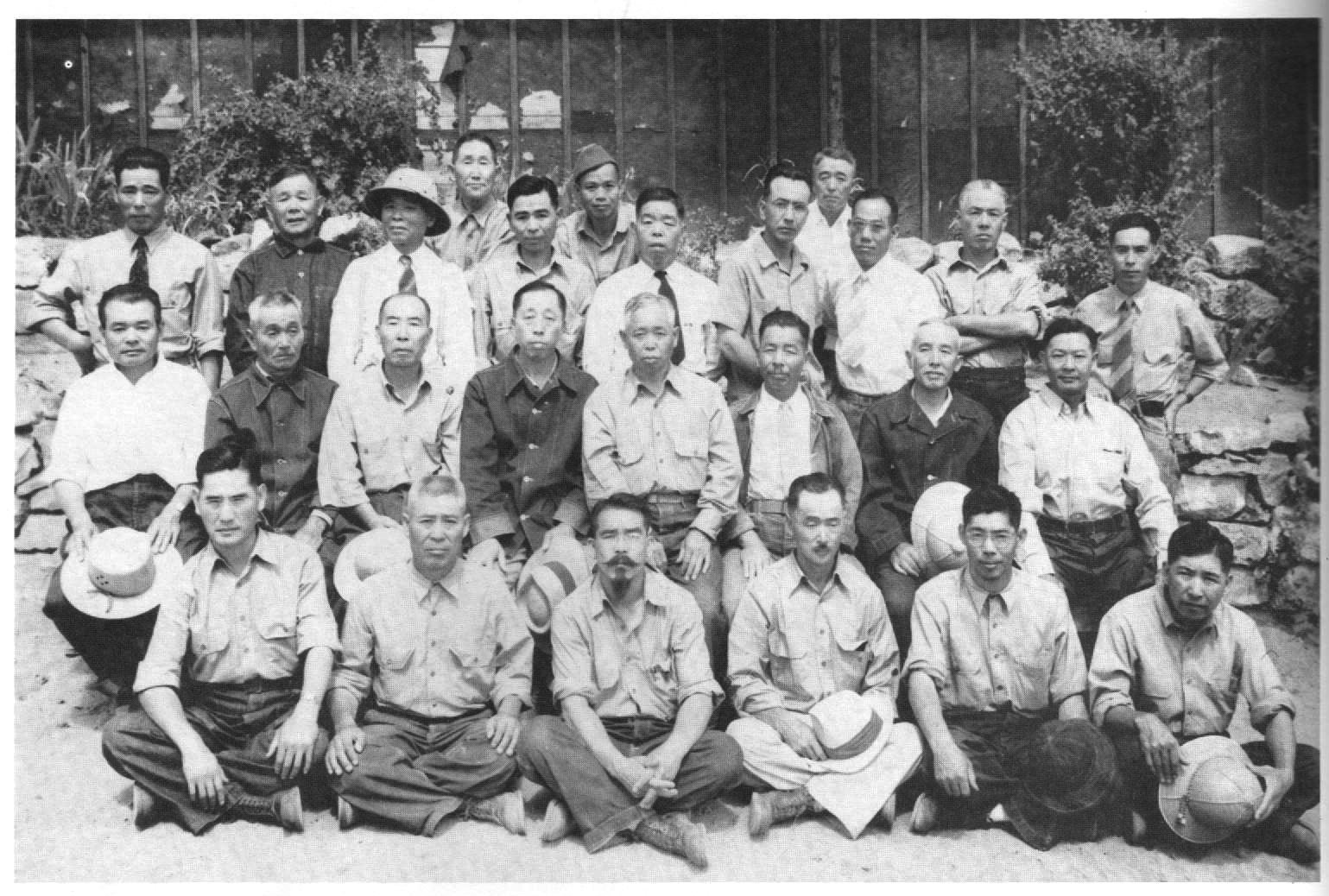
Internés japonais dans le camp Lordsburg entre 1942 et 1943.
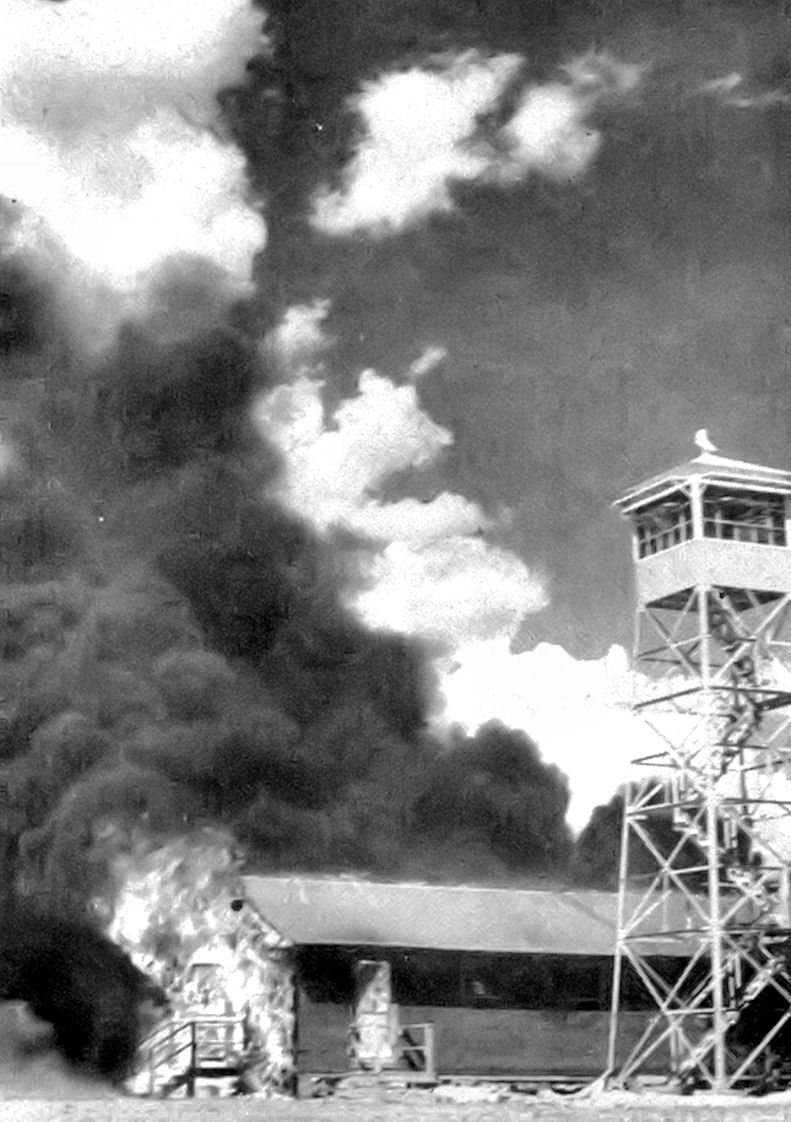
Incendie à l'aérodrome de l'armée de Carlsbad lors de l'incident de la bombe à chauve-souris en 1943.
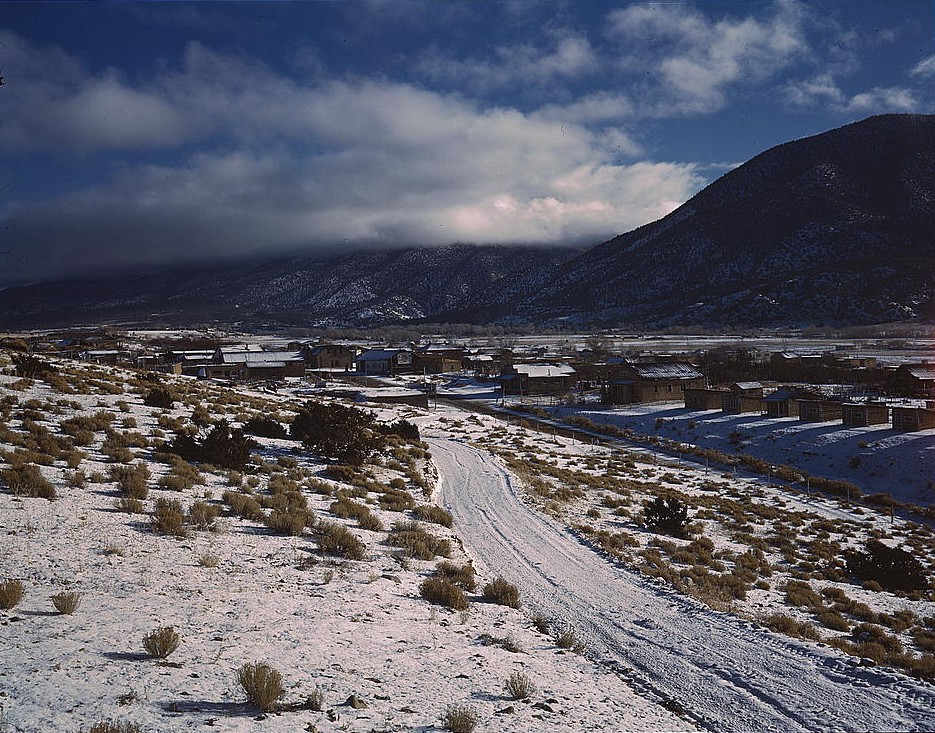
Village de Questa au Nouveau-Mexique en 1943.
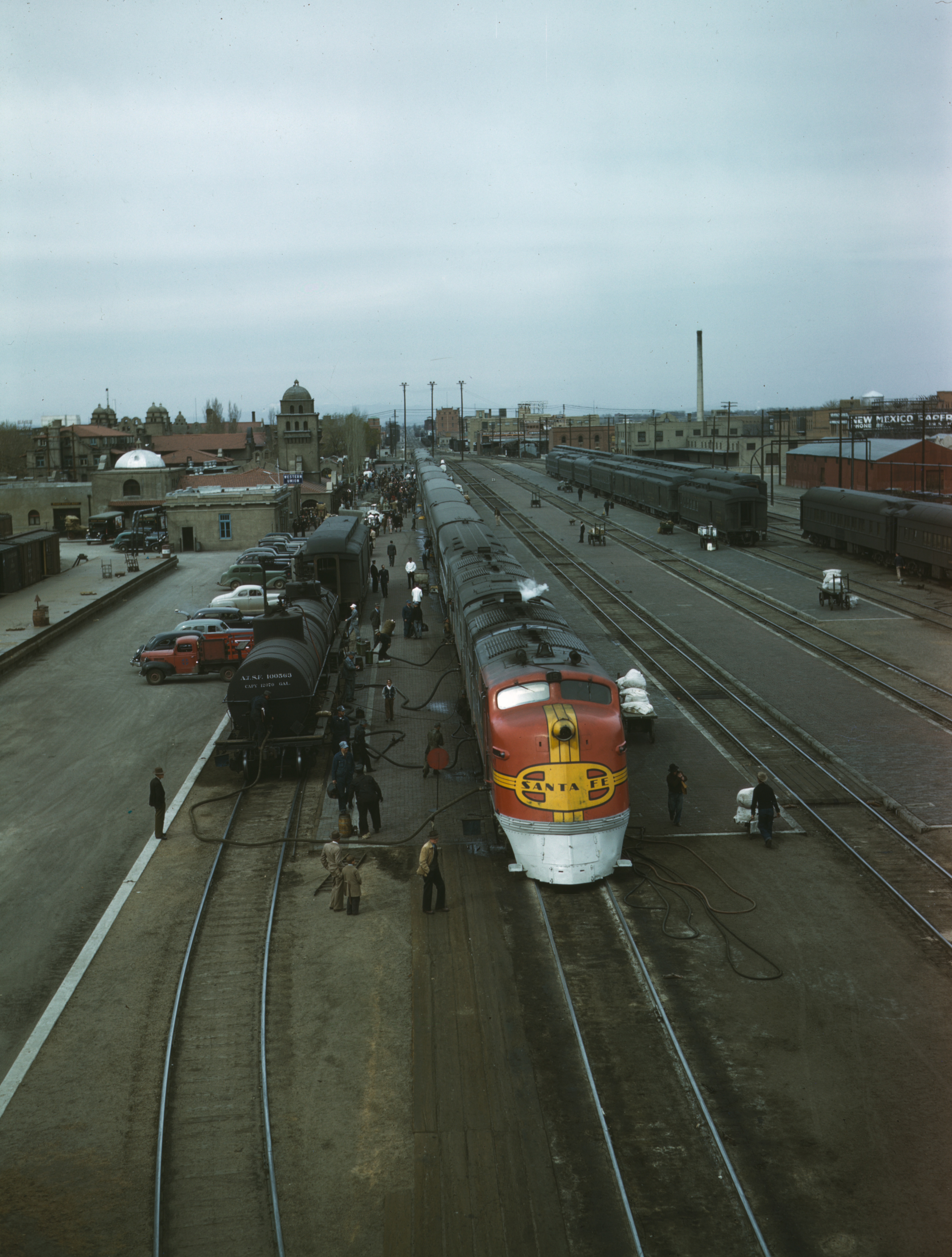
Train de la compagnie Atchison, Topeka and Santa Fe Railway en cours d'entretien au dépôt d'Albuquerque en mars 1943.
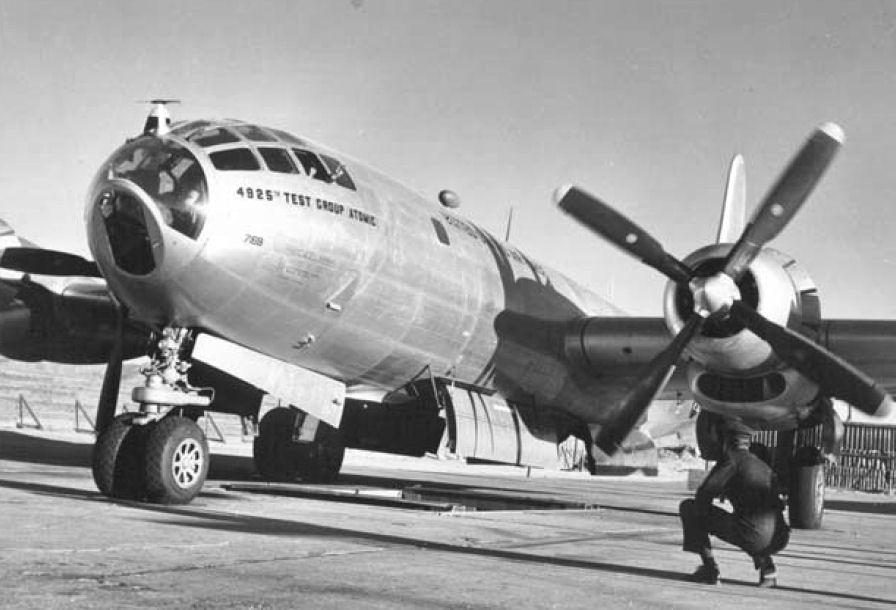
Boeing B-29 Superfortress à Kirtland Field en 1945.
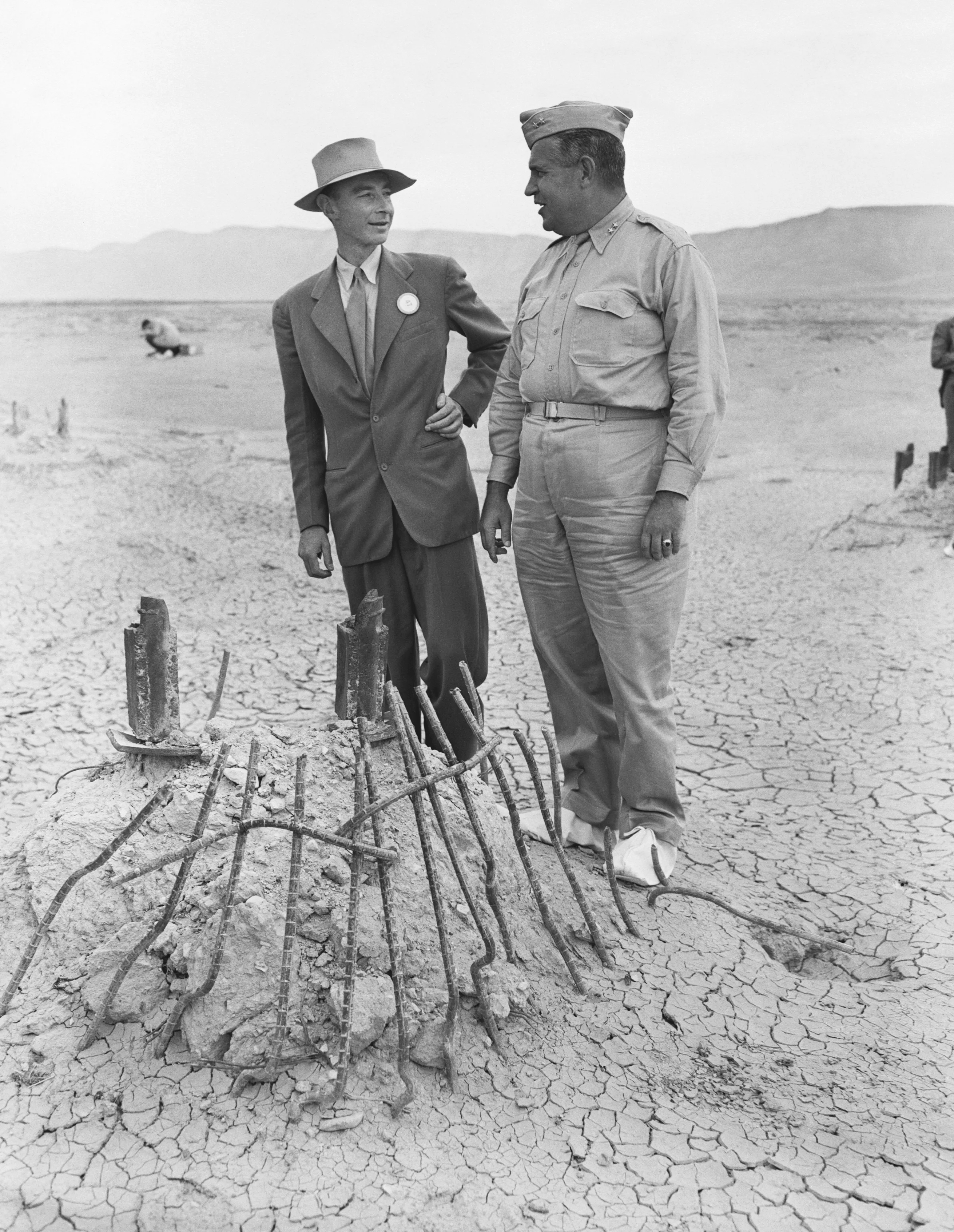
Le General officer Leslie Richard Groves et J. Robert Oppenheimer sur le site de l'explosion de Trinity en septembre 1945.